# Dessau-Wörlitz kulturlandskab
Dessau-Wörlitz kulturlandskab (tysk: Dessau-Wörlitzer Gartenreich) er et stort parkområde mellem Dessau-Rosslau og Wittenberg i den tyske delstaten Sachsen-Anhalt. Parkanlægget har et areal på 142 km², og ligger langs floden Elben i Biosfærereservat Mittelelbe. Det er anlagt efter engelsk forbillede, og blev i 2000 opført på UNESCOs liste over verdens kulturarv.

## Slot og kirker
Parkerne blev anlagt af fyrst Leopold 3. af Anhalt-Dessau mellem 1765 og 1800 og omfatter slottene og parkerne Luisium, Georgium (som indeholder Det anhaltinske billedgalleri), Mosigkau, Grosskühnau, Leiner Berg, Sieglitzer Berg, Oranienbaum og Wörlitz.
Da parkområderne blev etableret, blev også flere kirker ombygget eller udvidet. Det var for eksempel kirkerne i Jonitz (som i dag hedder Waldersee) 1722–1725, Mosigkau 1789, Pönitz (i dag Mildensee) 1804–1806 og i Grosskühnau 1828–1830. De ligger alle i dag i den kreisfri bykommune Dessau-Roßlau.
I den østlige del af området blev kirkerne i Oranienbaum 1707–1712, Riesigk 1797–1800, Wörlitz 1804–1809, Vockerode 1810–1812 og Horstdorf 1872 ny- eller ombygget.

## Billedgalleri
- Georgium Slot
- Mosigkau Slot
- Luisium
- Mausoleum i Tierpark Dessau
- Großkühnau Slot
- Slottet i Wörlitz park
- Oranienbaum Slot
- Riesigk-kirken, set fra Wörlitz